# 短萼黄连
短萼黄连（学名：Coptis chinensis var. brevisepala）为毛茛科黄连属下的一个变种。

## 扩展阅读
- 維基物種上的相關：短萼黄连